# Искубаш
Искубаш — река в России, протекает по Кукморскому и Мамадышскому районам Республики Татарстан. Левый приток Шии, бассейн Камы.

## География
Искубаш начинается в лесном массиве северо-восточнее села Верхний Искубаш. Около истока запружен. Течёт на юг. На реке расположены населённые пункты Верхний Искубаш, Битлянгур, Нижний Искубаш, Алгаево, Кемеш-Куль, Большие Уськи. Ниже Битлянгура течёт в овраге с высоким левым берегом, поэтому все населённые пункты, за исключением Верхнего Искубаша и Битлянгура (оба на двух берегах) расположены на правом берегу. Искубаш впадает в Шию в 37 км от устья последней. Длина реки составляет 23 км.

## Данные водного реестра
По данным государственного водного реестра России относится к Камскому бассейновому округу, водохозяйственный участок реки — Вятка от города Вятские Поляны и до устья, речной подбассейн реки — Вятка. Речной бассейн реки — Кама.
Код объекта в государственном водном реестре — 10010300612111100040707.